# Otto Hartmann
Otto Hartmann, nemški general, * 11. september 1884, † 10. julij 1952.